# Кавказский тетерев
Кавка́зский те́терев (лат. Lyrurus mlokosiewiczi) — крупная птица семейства фазановых (Phasianidae). Научное название этот вид получил в честь польского натуралиста Людвика Млокосевича. Один из наименее изученных видов тетеревов по причине труднодоступности мест обитания.

## Описание
Внешне этот вид сильно напоминает тетерева-косача, но отличается от него более мелкими размерами и формой хвоста.
Размер самца 50—55 см, вес 1,1 кг, оперение матово- или бархатисто-чёрное, почти без блеска, на крыле зеркала нет, брови красного цвета, хвост лирообразный вильчатый. Размер самки 37—42 см, вес 0,95 кг, оперение пёстрое, рыжевато-коричневое с тёмными пестринами.

## Местообитание
Эндемик. Распространён только на Кавказе в России, Азербайджане, Армении, Грузии, Турции. Оседлый вид. Обитает на высотах до 3300 метров над уровнем моря, гнездится ниже, до 2600 метров над уровнем моря. Населяет кустарниковые заросли рододендрона и шиповника и небольшие рощи, поросшие низкорослой берёзой и можжевельником.

## Размножение
Гнездо устраивает на земле, среди кустарников или на луговых склонах. В кладке 6 яиц, которые самка насиживает 25 дней.Самцы начинают размножаться на 2 году, самки — на 1 году жизни.

## Питание
Питается летом цветами, побегами и листьями трав, ягодами, насекомыми; зимой почками и серёжками берёз, ягодами, семенами.

## Охрана
В первом издании Красной книги СССР (1978 год) кавказский тетерев числился в категории редких птиц. В Красной книге 1984 года ему была присвоена пятая категория — «опасность исчезновения миновала». Но этот вид по-прежнему под угрозой. Основную опасность для него представляют браконьерство и выпас домашнего скота. Скот давит гнёзда и птенцов, большую опасность для тетеревов представляют собаки пастухов.
Занесён в Красный список МСОП-96. Охраняется на территории Кавказского, Тебердинского, Северо-Осетинского, Кабардино-Балкарского заповедников.

## Изображения
Кавказский тетерев присутствует на следующих марках:
- Самец на марке Азербайджана 1994 года (номинал 120 m.)
- Два самца на марке Азербайджана 1994 года (номинал 100 m.)
- Самка на марке Азербайджана 1994 года (номинал 50 m.)
- Самка на марке Азербайджана 1994 года (номинал 80 m.)
- Самка на марке Азербайджана 1995 года (номинал 500 m.)
- Самец на марке Азербайджана 1995 года (номинал 1000 m.)
- Самец на марке Грузии 1994 года (номинал 15)
- Самец на марке Ирана 1974 года в серии «International wildlife protection conference» (номинал 8 r.)

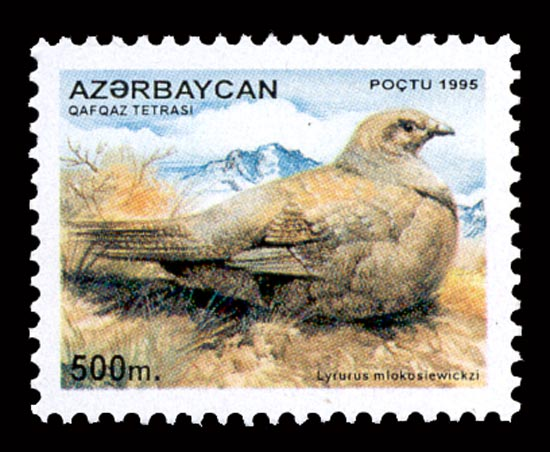
Самка кавказского тетерева на марке Азербайджана 1995 года
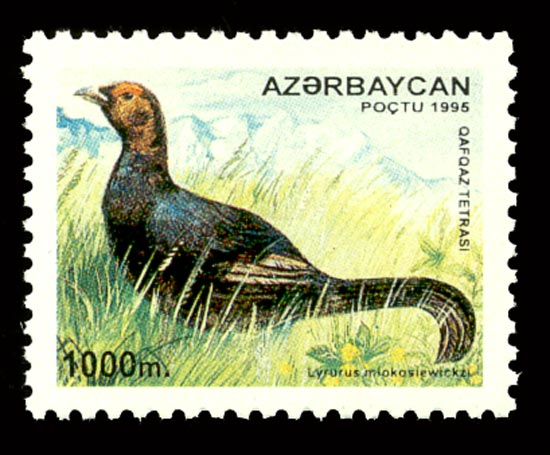
Самец кавказского тетерева на марке Азербайджана 1995 года
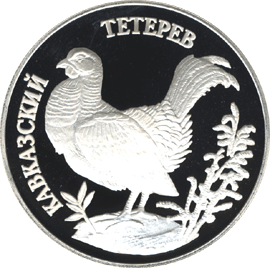
Кавказский тетерев на серебряной монете России (1995 год)
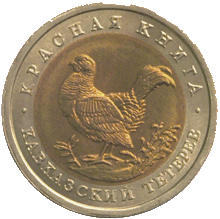
Кавказский тетерев на монете России (50 рублей, 1999 год)